# 錯視
視覚的知覚において、錯視（さくし、英: Optical illusion）（視覚的錯覚とも呼ばれる）とは視覚系によって引き起こされる錯覚であり、明らかに現実とは異なるように見える視覚的知覚によって特徴づけられる。錯覚は多種多様であり、その分類は原因がしばしば明確でないため困難であるが、リチャード・グレゴリーによって提案された分類は方向性として有用である。それによると、物理的、生理学的、認知的錯覚の3つの主要クラスがあり、それぞれのクラスには曖昧さ、歪み、パラドックス、虚構の4種類がある。物理的歪みの古典的な例は、水に半分浸した棒が曲がって見える現象である。生理学的パラドックスの例としては運動残効（位置は変わらないにもかかわらず、動きがある状態）がある。生理学的虚構の例は残像である。典型的な認知的歪みの3つの例としては、ポンゾ錯視、ポゲンドルフ錯視、そしてミュラー・リヤー錯視がある。物理的錯覚は物理的環境によって引き起こされる。例えば、水の光学的特性などである。生理学的錯覚は目や視覚経路で生じる。例えば、特定の受容体タイプの過剰刺激の影響などからである。認知的視覚錯覚は無意識的推論の結果であり、おそらく最も広く知られているものである。
病理学的視覚錯覚は、生理学的視覚知覚機構の病理学的変化によって生じるもので、前述のタイプの錯覚を引き起こす。これらは例えば視覚的幻覚で議論される。
錯視や視覚的知覚を含む多感覚的錯覚は、幻肢症候群や統合失調症などの一部の心理的障害のモニタリングやリハビリテーションにも利用できる。

## 物理的視覚錯覚
身近な現象で物理的視覚錯覚の例としては、湿度の低い晴れた天気（フェーン）では山がはるかに近くに見えることがある。これは霞が奥行き知覚の手がかりとなり、遠くにある物体の距離を知らせるシグナルとなるためである（大気遠近法）。
物理的錯覚の古典的な例は、水に半分浸した棒が曲がって見える現象である。この現象はプトレマイオス（c. 150）によって議論され、しばしば錯覚の典型的な例として取り上げられた。

## 生理学的視覚錯覚
生理学的錯覚、例えば強い光の後に見える残像や、過度に長い交互のパターン（条件付き知覚残効）の適応刺激は、特定のタイプ（明るさ、色、位置、タイル、サイズ、動きなど）の過剰な刺激や文脈的または競合する刺激との相互作用が目や脳に及ぼす影響と推定される。この理論によれば、刺激は視覚処理の初期段階で個々の専用の神経経路をたどり、その経路での激しい、または反復的な活動、あるいは隣接するチャネルとの相互作用により、知覚を変化させる生理学的な不均衡が生じるとされる。
ヘルマンの格子錯視とマッハバンドは、生物学的アプローチを用いて説明されることが多い2つの錯覚である。網膜の受容野において明るい領域と暗い領域からの受容体信号が互いに競合する側方抑制が、マッハバンドを見るときに色の違いの端で増加した明るさの帯が見える理由として用いられてきた。受容体が活性化すると、隣接する受容体を抑制する。この抑制によってコントラストが生まれ、エッジが強調される。ヘルマン格子錯視では、周辺部の交差点に現れる灰色の点は、より大きな受容野における周囲からの側方抑制によって生じるとしばしば説明される。しかし、ヘルマンの格子錯視の説明としての側方抑制は反証されている。
錯視に対するより最近の経験的アプローチは、側方抑制に基づく理論が苦労してきた光学現象の説明にいくつかの成功を収めている。

## 認知的錯覚

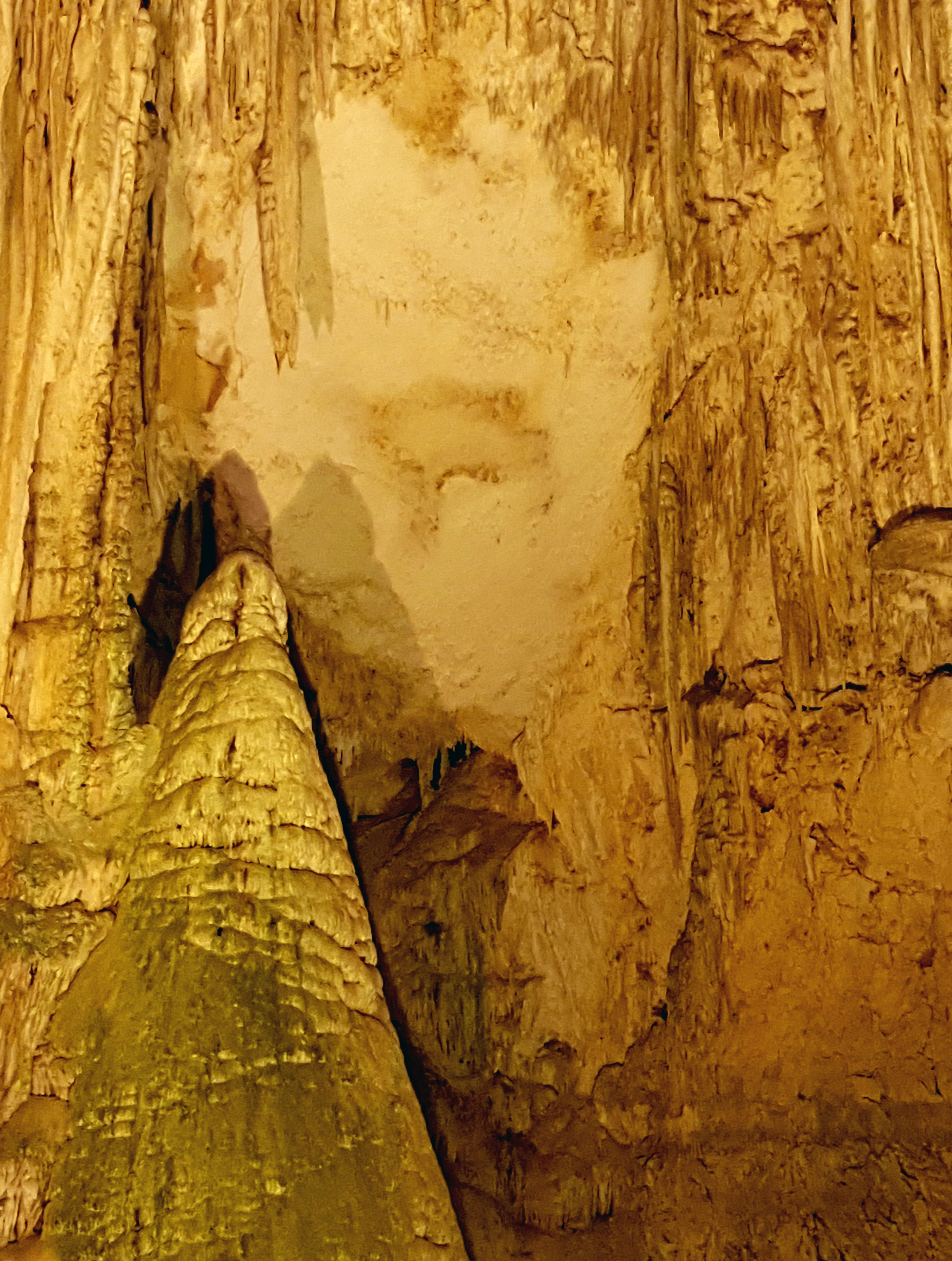
「オルガン奏者」 – ネプチューンの洞窟の鍾乳石洞窟（アルゲーロ、サルデーニャ島）におけるパレイドリア現象

認知的錯覚は、世界に関する仮定との相互作用によって生じると考えられており、「無意識的推論」につながる。この考え方は、19世紀にドイツの物理学者であり医師でもあったヘルマン・フォン・ヘルムホルツによって最初に提案された。認知的錯覚は一般的に多義錯覚、歪み錯覚、パラドックス錯覚、または虚構錯覚に分類される。
- 多義錯覚は、代替的な解釈間で知覚的な「切り替え」を引き起こす絵や物体である。ネッカーの立方体はよく知られた例であり、他の例としてはルビンの壺や「スクワークル」（杉原厚吉の多義円筒錯視に基づく）がある[18]。
- 歪みまたは幾何学的錯視（英語版）は、サイズ、長さ、位置、または曲率の歪みによって特徴づけられる。顕著な例はカフェウォール錯視である。他の例としては、有名なミュラー・リヤー錯視（英語版）とポンゾ錯視がある。
- パラドックス錯覚（または不可能物体錯覚）は、ペンローズの三角形や、例えばM・C・エッシャーの作品『上昇と下降』や『滝』に見られる不可能な階段のような、パラドキシカルまたは不可能な物体によって生成される。この三角形は、隣接するエッジが結合しなければならないという認知的誤解に依存する錯覚である。
- 虚構とは、カニッツァの三角形のように、刺激にない図形が知覚される場合で、錯覚的輪郭を使用する[19][20]。

## 認知的錯覚の説明

### 知覚的組織化

可逆図形と花瓶、または図と地の錯覚

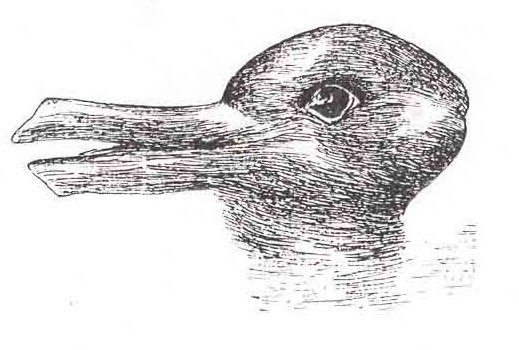
ウサギ・アヒル錯視

世界を理解するためには、入ってくる感覚を意味のある情報に組織化する必要がある。ゲシュタルト心理学者は、これを行う一つの方法は、個々の感覚刺激を意味のある全体として知覚することだと考えている。ゲシュタルト組織化は、ウサギ・アヒル錯視（画像全体がウサギからアヒルへ、またはその逆に切り替わる）や、図と地の錯覚で図と地が可逆的である理由など、多くの錯覚を説明するために使用できる。

カニッツァの三角形

さらに、ゲシュタルト理論はカニッツァの三角形における錯覚的輪郭を説明するために使用できる。存在しない浮かぶ白い三角形が見える。脳は馴染みのある単純な物体を見る必要があり、個々の要素から「全体的な」イメージを作る傾向がある。ゲシュタルトはドイツ語で「形」または「形状」を意味する。しかし、カニッツァの三角形に関する別の説明は、進化心理学と生存するためには形状やエッジを見ることが重要だったという事実に基づいている。刺激に意味を与えるために知覚的組織化を使用する原則は、不可能な物体を含む他のよく知られた錯覚の背後にある原則である。脳はパズルのようにそれらを組み合わせて形や記号を理解し、そこにないものを信じられるものに形成する。
ゲシュタルトの知覚原則は、さまざまな物体がグループ化される方法を支配する。良い形（プレグナンツ）とは、知覚システムが空白を埋めて複雑な物体ではなく単純な物体を見ようとすることである。連続性とは、知覚システムが連続する線を形成するセグメントを明確にしようとすることである。近接性とは、近くにある物体が関連付けられることである。類似性とは、類似した物体が関連していると見なされることである。これらの要素のいくつかは、最適な推定あるいはベイズ推論を含む定量的モデルに成功裏に組み込まれてきた。
二重アンカリング理論は、明るさ錯覚の人気のある最近の理論であり、どの領域もゲシュタルトのグループ化原則によって作成された1つ以上のフレームワークに属し、各フレーム内で独立して最高の輝度と周囲の輝度の両方にアンカーされることを述べている。スポットの明るさは、各フレームワークで計算された値の平均によって決定される。

### 奥行きと動きの知覚

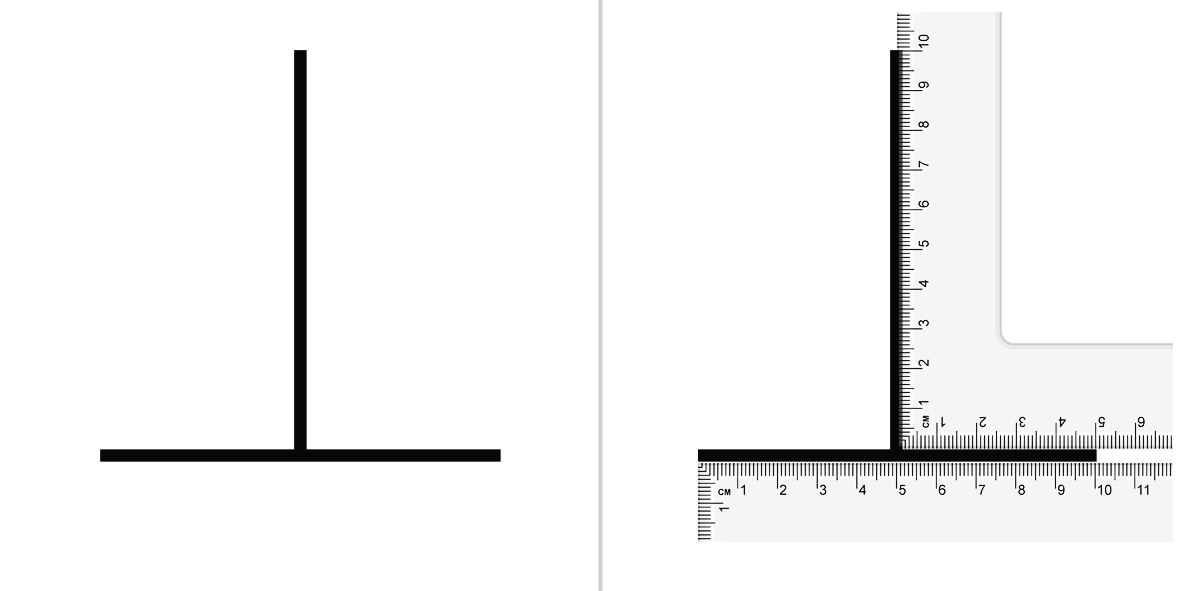
垂直線が水平線よりも長く見える垂直-水平錯視

ポンゾ錯視

錯覚は、網膜に当たる画像が二次元であっても、個人が三次元で見る能力に基づいて生じることがある。ポンゾ錯視は、奥行き知覚の単眼的手がかりを使用して目を欺く錯覚の例である。しかし、二次元の画像でも、垂直-水平錯視のように、脳は水平距離と比較して垂直距離を誇張する。この錯視では、2本の線は全く同じ長さである。
ポンゾ錯視では、収束する平行線が脳に対して視野の高い位置にある画像がより遠くにあることを伝え、そのため、脳はその画像をより大きく知覚する。しかし、網膜に当たる2つの画像は同じサイズである。ジオラマ/フォールス・パースペクティブに見られる錯視も、奥行き知覚の単眼的手がかりに基づく仮定を利用する。M.C. エッシャーの絵画『滝』は、奥行きと近接の規則、そして物理的世界についての理解を利用して錯覚を作り出す。奥行き知覚と同様に、運動知覚もいくつかの感覚的錯覚の原因となる。映画のアニメーションは、脳が急速に連続して生成された少しずつ変化する一連の画像を動く映像として知覚するという錯覚に基づいている。同様に、車などの乗り物に乗っているときのように移動していると、安定した周囲の物体が動いているように見えることがある。また、飛行機のような大きな物体は、自動車のような小さな物体よりもゆっくりと動いているように見えることがあるが、実際には大きな物体の方が速く動いている。ファイ現象も、脳がどのように動きを知覚するかの例であり、これは最も頻繁に近接した位置で点滅する光によって作られる。
奥行きの視覚的参照がないことによる動きの方向の曖昧さは、回転するダンサーの錯覚に示されている。回転するダンサーは、知覚が主観的である脳の自発的な活動に依存して、時計回りまたは反時計回りに動いているように見える。最近の研究では、fMRIでこの錯覚を見ている間、特に動きの知覚に関与している頭頂葉において、皮質活動に自発的な変動があることが示されている。

### 色と明るさの恒常性

同時コントラスト錯覚。背景は色のグラデーションであり、暗い灰色から明るい灰色へと進行する。水平のバーは明るい灰色から暗い灰色へと進行しているように見えるが、実際には一色である。

知覚の恒常性は錯覚の源である。色の恒常性と明るさの恒常性は、馴染みのある物体は、それから反射する光の量や色に関係なく、同じ色に見えるという事実に責任がある。色の錯覚や輝度の差の錯覚は、馴染みのない物体を囲む領域の輝度や色が変わったときに作成できる。物体自体の輝度は変わっていないにもかかわらず、白い領域（より多くの光を反射する）よりも黒い領域（より少ない光を反射する）に対して物体の輝度はより明るく見える。同様に、目は周囲の領域のカラーキャストに応じて色のコントラストを補正する。
ゲシュタルトの知覚原則に加えて、ウォーターカラー錯覚も錯視の形成に寄与する。ウォーターカラー錯覚は、物体-穴効果と彩色から成る。物体-穴効果は、3D立体的に見える穴がある図と背景がある場合に、境界が顕著になるときに発生する。彩色は、より暗い彩色輪郭を縁取る薄い彩色エッジから放射する色の同化から成る。ウォーターカラー錯覚は、トップダウン処理のように、人間の心がどのように物体の全体性を知覚するかを説明する。したがって、文脈的要因が物体の明るさを知覚することに影響する。

### 物体

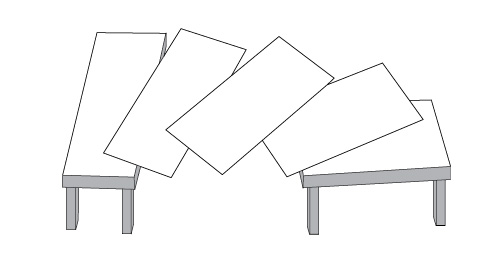
解体された「シェパードのテーブル」。2つのテーブルトップは異なるように見えるが、同じサイズと形状である。

色と明るさの恒常性を知覚するのと同様に、脳は馴染みのある物体を一貫した形や大きさを持つものとして理解する能力を持っている。例えば、ドアは開閉に伴って網膜上の画像がどのように変化しても、長方形として知覚される。しかし、馴染みのない物体は必ずしも形の恒常性の規則に従わず、視点が変わると変化することがある。シェパードのテーブル錯視は、形の恒常性における歪みに基づく錯覚の一例である。

### 未来の知覚
研究者のマーク・チャンジズィ（ニューヨークのレンセラー工科大学）は錯視についてより想像力豊かな見解を持っており、それらは覚醒中のほとんどの人間が経験する神経的な遅延によるものだと述べている。光が網膜に当たると、脳がその信号を世界の視覚的知覚に変換するまでに約10分の1秒かかる。科学者たちはこの遅延を知っていたが、人間がどのように補正するかについては議論してきた。一部の科学者は、私たちの運動系が何らかの方法で動きを修正して遅延を相殺すると提案している。
チャンジズィは、人間の視覚系が10分の1秒先の未来に起こることの画像を生成することによって神経の遅延を補償するように進化したと主張している。この先見性により、人間は現在の出来事に反応することができ、ハエのボールをキャッチしたり、群衆の中をスムーズに移動したりするような反射的な行為を行うことができる。ABCとのインタビューでチャンジズィは「錯覚は脳が未来を知覚しようとするときに発生し、その知覚が現実と一致しないときに起こる」と述べている。例えば、ヘリング錯視と呼ばれる錯覚は、中心点を囲む自転車のスポークのように見え、この中央のいわゆる消失点の両側に垂直線がある。この錯覚は、遠近法の絵を見ているように思わせ、チャンジズィによれば、私たちの未来を見る能力をオンにする。実際には動いておらず、図形は静止しているため、私たちは直線を曲線として誤って知覚する。チャンジズィは以下のように述べている：
進化により、このような幾何学的な描写が近い将来の予感を私たちに引き起こすようになった。消失点（スポーク）に向かって収束する線は、私たちが前進していると脳に錯覚させる手がかりとなる。それは実際の世界で、ドア枠（一対の垂直線）が通過するときに外側に湾曲するように見えるように、私たちが動いていくときのものであり、私たちは次の瞬間にその世界がどのように見えるかを知覚しようとする

## 病理学的視覚錯覚（歪み）
病理学的視覚錯覚は実際の外部刺激の歪みであり、しばしば拡散性があり持続的である。病理学的視覚錯覚は通常、視野全体にわたって発生し、グローバルな興奮性または感受性の変化を示唆する。一方、視覚的幻覚は存在しない外部視覚刺激の知覚である。視覚的幻覚はしばしば焦点性の機能障害から生じ、通常一過性である。
視覚錯覚の種類にはオシロプシア、物体の周りのハロー、錯覚的残像症（視覚的痕跡、光の筋、長引く不明瞭な残像）、動体視認不能症、ビジュアルスノウ、小視症、巨視症、遠視症、近接視、変形視、色覚異常、強いまぶしさ、ブルーフィールド内視現象、およびプルキンエ樹がある。
これらの症状は基礎疾患を示している可能性があり、医療従事者の診察が必要となる。病理学的視覚錯覚に関連する病因には、複数のタイプの眼疾患、片頭痛、幻覚剤残留知覚障害、頭部外傷、および処方薬がある。医学的な検査で病理学的視覚錯覚の原因が明らかにならない場合、特発性の視覚障害は片頭痛の前兆はあるがその頭痛はない状態で見られる変化した興奮性状態に類似している可能性がある。視覚錯覚が拡散性で持続的である場合、それらはしばしば患者の生活の質に影響を与える。これらの症状はしばしば治療に抵抗性があり、上記の病因のいずれかによって引き起こされる可能性があるが、多くの場合は特発性である。これらの視覚障害に対する標準的な治療法はない。

## 心理的障害との関連

### ラバーハンド錯覚（RHI）
ラバーハンド錯覚（RHI）は、視覚的知覚と触覚の両方を含む多感覚錯覚であり、幻肢症候群が時間とともに切断者にどのように影響するかを研究するために使用されてきた。このシンドロームを持つ切断者は実際に対照群よりもRHIに強く反応し、この効果は多くの場合、無傷の腕と切断された腕の両側で一貫していた。しかし、いくつかの研究では、切断者は実際に無傷の腕でRHIにより強く反応し、より最近切断された者は長年腕を失っていた切断者よりも錯覚によく反応した。研究者たちは、これは身体図式、すなわち自分自身の身体とその部位に対する個人の感覚が、切断後の状態に徐々に適応している兆候だと考えている。基本的に、切断者はかつての腕の近くの感覚に反応しなくなることを学んでいた。その結果、多くの人がRHIを切断者の幻肢感覚の減少と身体の新しい状態への適応の進行をモニターするツールとして使用することを提案している。

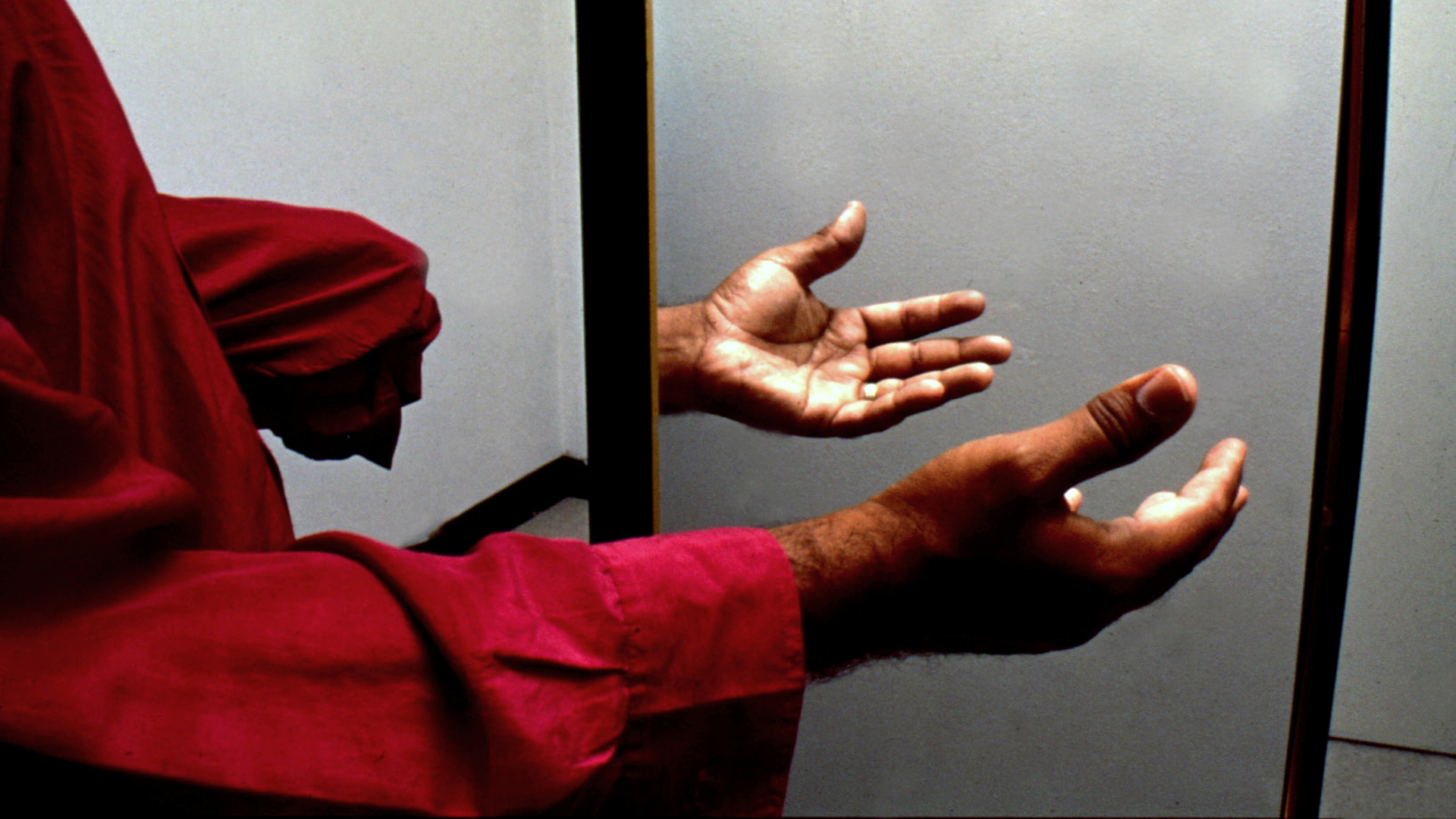
幻肢症候群を持つ切断者が感じる内容の視覚的表現

他の研究では、人工肢をもつ切断者のリハビリテーションにRHIを使用した。RHIに長時間さらされた後、切断者は徐々に義肢（ゴム手に似ている）と体の残りの部分との間の解離を感じなくなった。これは、彼らが体の残りの部分や感覚ほど接続されているとは感じられない肢を動かし、それに反応することに適応したためと考えられた。
RHIは、非切断者における固有受容感覚障害や触覚障害に関連する特定の障害を診断するためにも使用される可能性がある。

### 錯覚と統合失調症

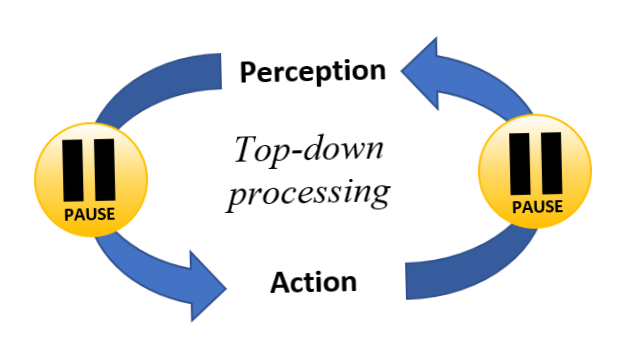
トップダウン処理は、知覚的解釈を行うために行動計画を使用し、その逆も行う。（これは統合失調症では障害されている。）

統合失調症は、しばしば幻覚によって特徴づけられる精神障害であり、高次の錯視を知覚する能力も低下させる。これは、統合失調症がトップダウン処理と一次視覚皮質（V1）を超えた視覚情報のより高いレベルの統合を行う能力を損なうためである。これが脳内でどのように特異的に起こるかを理解することは、想像上の幻覚を超えた視覚的歪みが統合失調症患者にどのように影響するかを理解するのに役立つかもしれない。さらに、統合失調症患者と影響を受けていない個人が錯覚をどのように見るかの違いを評価することで、研究者は特定の錯覚が視覚経路のどこで処理されるかをより良く特定できるかもしれない。

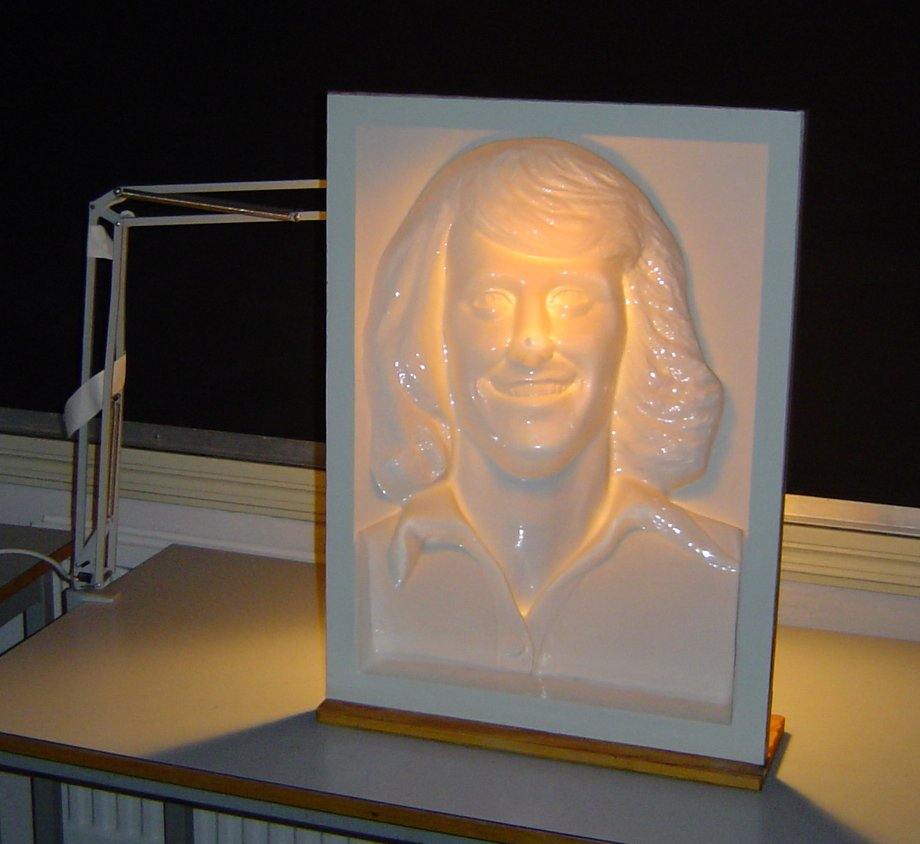
凹面のマスクが突き出ている（または凸面）ように見えるホロウマスク錯視の例

運動誘発盲の例：点滅する点を固視している間、脳が動きの情報を優先するため、静止している点が消えることがある。

統合失調症患者に関する研究では、非影響者のボランティアとは異なり、彼らは三次元の錯視であるホロウマスク錯視に騙されることが極めて少ないことがわかった。fMRIデータに基づいて、研究者たちはこれが視覚的手がかりのボトムアップ処理システムと頭頂皮質におけるそれらの手がかりのトップダウン解釈のシステム間の断絶の結果であると結論づけた。（右に図示されている）運動誘発盲（MIB）錯覚に関する別の研究では、統合失調症患者は注意をそらす動きの刺激を観察しているときでも静止した視覚ターゲットを引き続き知覚したが、運動誘発盲を経験した非統合失調症の対照群とは異なっていた。統合失調症の被験者は認知的組織化の障害を示し、運動手がかりと静止画像の手がかりの処理を調整する能力が低下していた。

## 芸術における錯視
錯視を扱った芸術家にはM・C・エッシャー、ブリジット・ライリー、サルバドール・ダリ、ジュゼッペ・アルチンボルド、パトリック・ボカノウスキー、マルセル・デュシャン、ジャスパー・ジョーンズ、オスカー・ロイターズバード、ヴィクトル・ヴァザルリ、チャールズ・アラン・ギルバートがいる。錯覚を実験した現代アーティストにはジョンティ・ハーウィッツ、サンドロ・デル・プレーテ、オクタビオ・オカンポ、ディック・テルメス、福田繁雄、パトリック・ヒューズ、イシュトヴァーン・オロス、ロブ・ゴンサルヴェス、ジャンニ・A・サルコーネ、ベン・ハイネ、北岡明佳がいる。錯視は強制遠近法の技術を用いた映画にも使用される。
オプ・アートは、動きの印象や隠された画像やパターンを作り出すために錯視を使用する芸術のスタイルである。トロンプ・ルイユは、描かれた物体が三次元に存在するという錯視を作り出すためにリアルな画像を使用する。
訪問者が幻想的な場面で自分自身を写真に撮ることができる大規模な錯視芸術を採用した観光名所が、トリックアイミュージアムや香港3Dミュージアムなどいくつかのアジア諸国で開かれている。

## 認知過程仮説
この仮説は、視覚錯覚が発生するのは、視覚系の神経回路が神経学習によって進化し、通常の3D場面の非常に効率的な解釈を行うシステムになるためであると主張する。これは脳内の簡略化されたモデルの出現に基づいており、解釈プロセスを高速化するが、異常な状況では錯視を生じさせる。この意味で、認知過程仮説は逆問題を解決するために視覚が進化した経験的統計的方法の署名として錯視を理解するためのフレームワークと考えることができる。
研究によると、3D視覚能力は動きの計画と共同で発達し学習される。つまり、奥行きの手がかりがより良く知覚されるにつれて、個人は周囲の3D環境内でより効率的な動きとインタラクションのパターンを発達させることができる。長い学習プロセスの後、より近くの物体からの知覚データに適合した内部的な世界の表現が現れる。地平線付近の遠くの物体の表現はあまり「適切」ではない。実際、地平線付近で月が大きく見えるのは月だけではない。遠くの風景の写真では、直接視覚を使って観察するときよりも、すべての遠くの物体がより小さく知覚される。

## 画像
- 運動残効（英語版）：この動画を見た後に別の場所を見ると歪み錯覚が生じる。

エビングハウス錯視：左側のオレンジ色の円は右側のものより小さく見えるが、実際には同じサイズである。
カフェウォール錯視：この画像の平行な水平線は傾いているように見える。
チェッカーバージョン：より大きな格子点にある対角線上のチェッカー四角形が格子を歪んで見せる。
水平および垂直の中心対称性を持つチェッカーバージョン
ライラックチェイサー（英語版）：中央の黒い十字に集中すると、消える点の位置が緑色に見える。
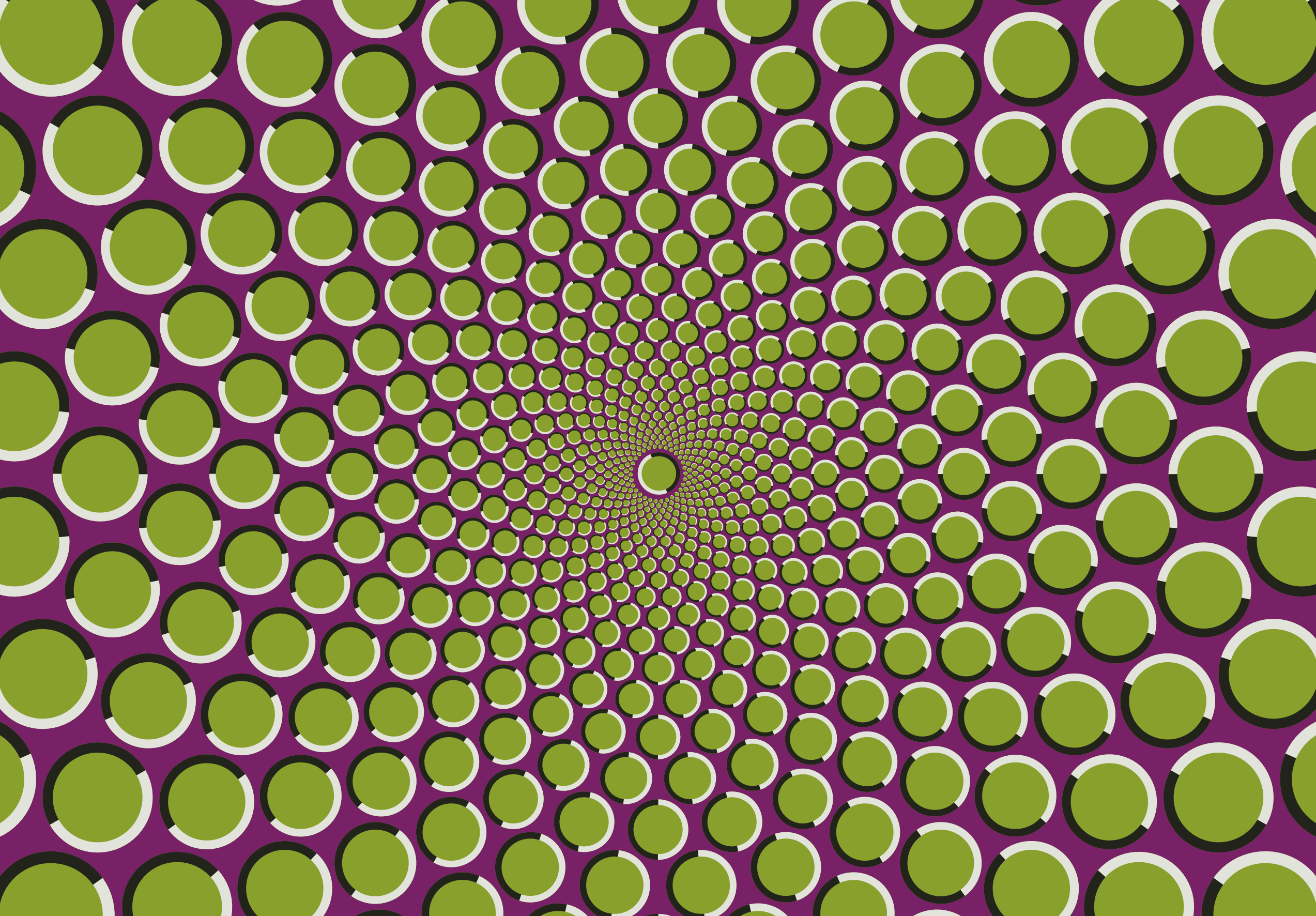
運動錯覚：コントラストの強い色が動きの錯覚を生み出す。
ウォーターカラー錯視（英語版）：この形の黄色と青の境界線により、物体が白ではなく薄い黄色であるという錯覚が生じる[42]
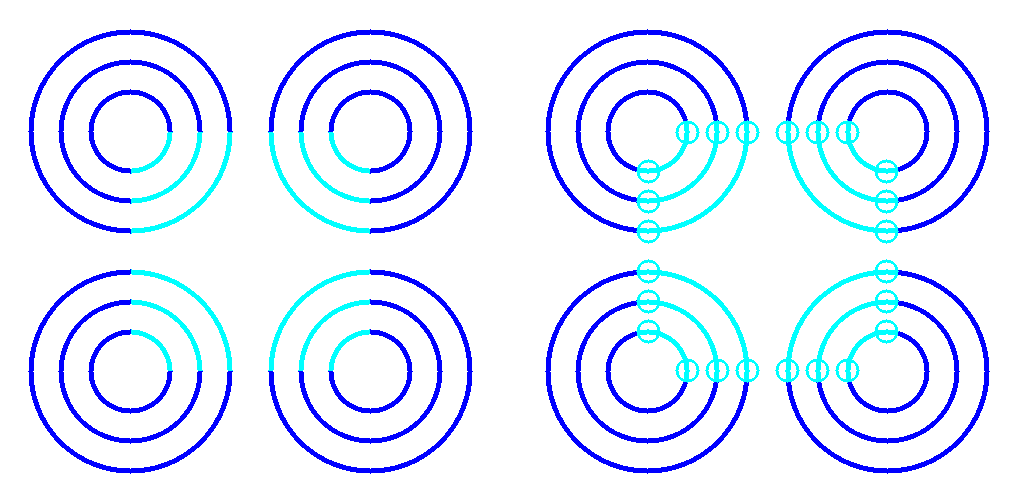
主観的シアンフィルター、左：青い円の上に主観的に構築されたシアンの正方形フィルター、右：小さなシアンの円がフィルター構築を抑制する
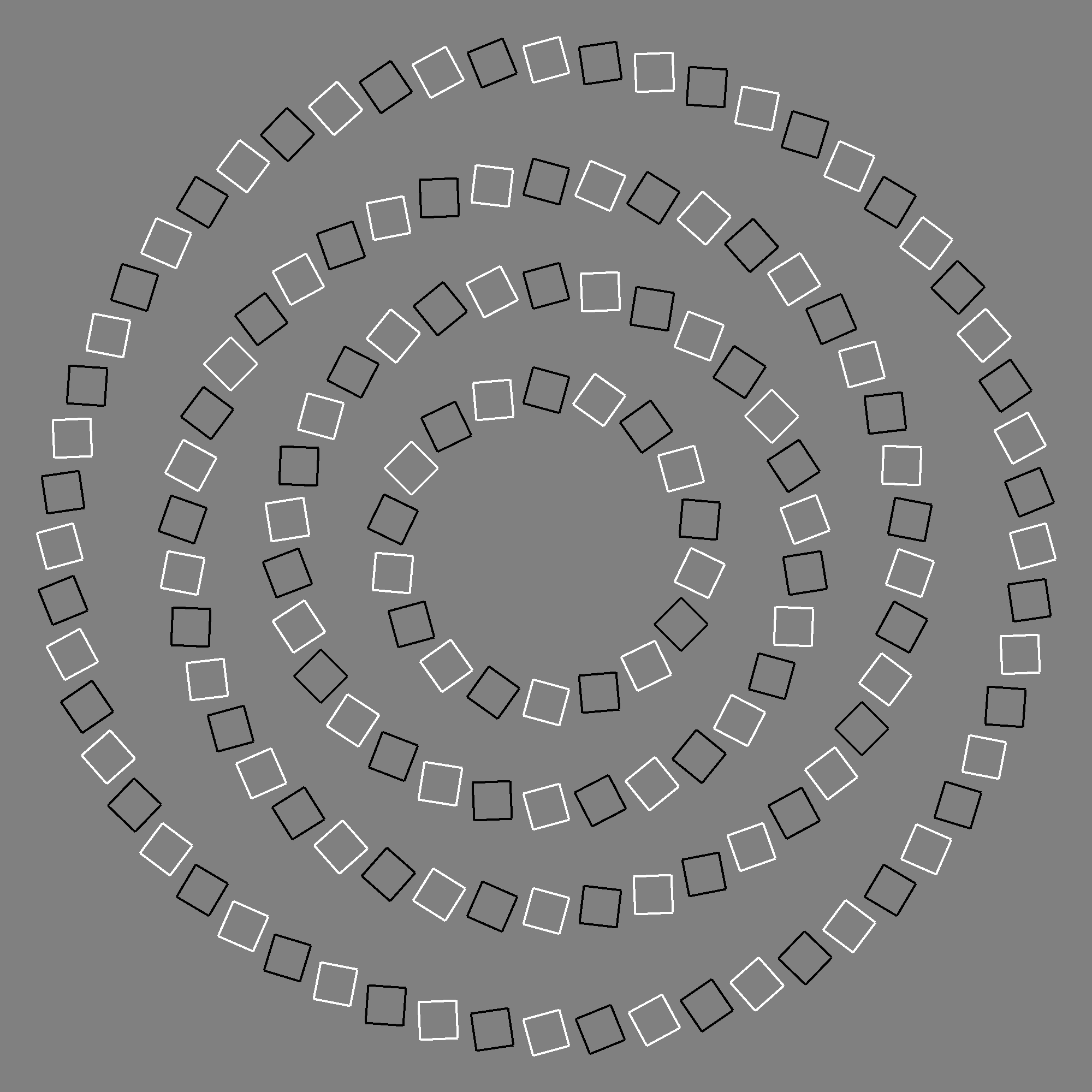
ピンナの錯覚的絡み合い効果[45]とピンナ錯覚（Scholarpedia）[46]。この写真は同心円に配置されているにもかかわらず、正方形が内側に螺旋を描いているように見える。
円盤の外縁で男性が礼をする女性がカーテシーをする動きの錯覚を表示する回転するフェナキストスコープ、1833年
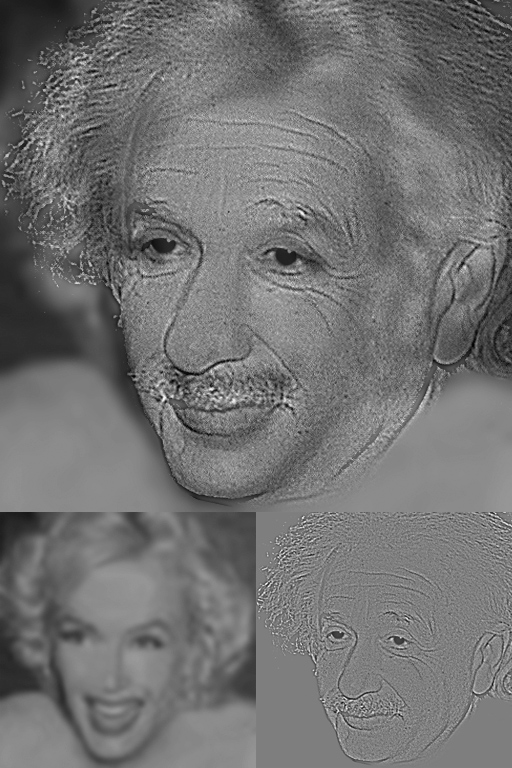
マリリン・モンローの写真（左挿入図）の低周波成分とアルベルト・アインシュタインの写真（右挿入図）の高周波成分から構成されたハイブリッド画像（英語版）。アインシュタインの画像は画像全体でより明確である。
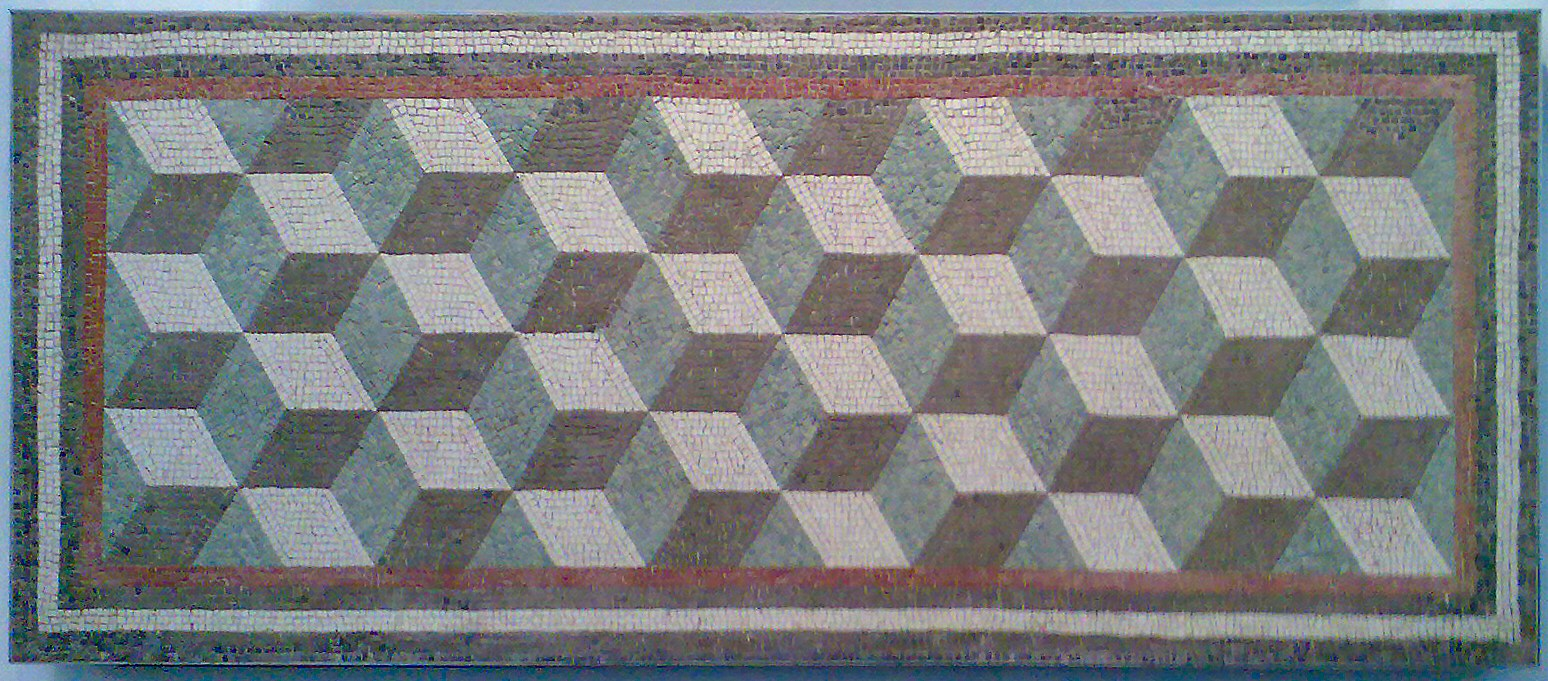
古代ローマの幾何学的モザイク。立方体のテクスチャはネッカーの立方体のような錯視を誘発する。
錯覚を生み出すカラフルな回転ディスクのセット。異なる領域でディスクが後方と前方に動くように見える。
ピンナ-ブレルスタッフ錯視：黒点を見つめながら頭を前後に動かすと、2つの円が動いているように見える[47]。
- 回転するダンサーは時計回りと反時計回りの両方に動いているように見える。
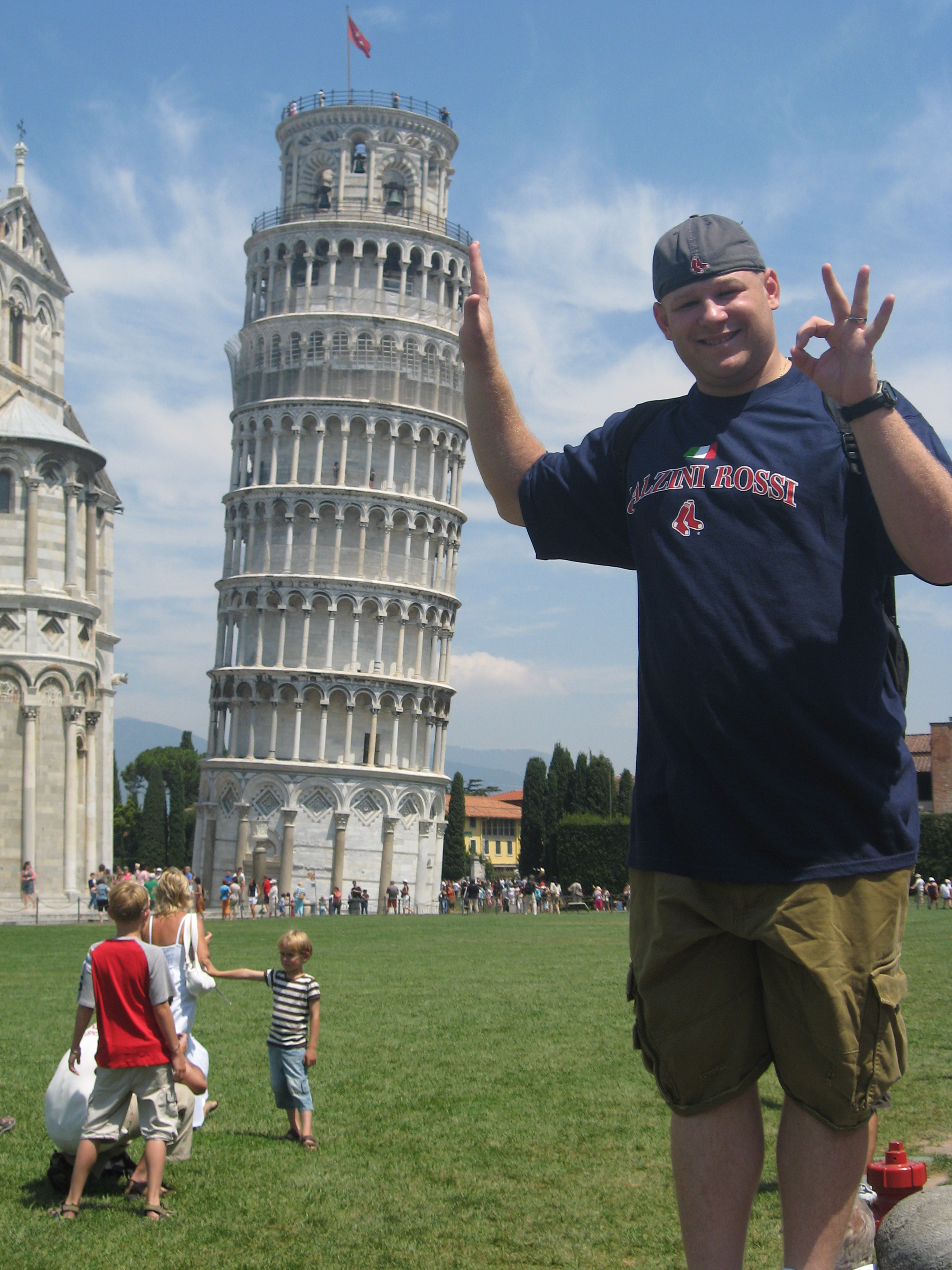
強制遠近法：男性は背景のピサの斜塔を支えているように見せられている。
明滅格子錯視（英語版）：暗い点がランダムな交差点で急速に現れたり消えたりするように見える。そのため「明滅」という名前がついている。
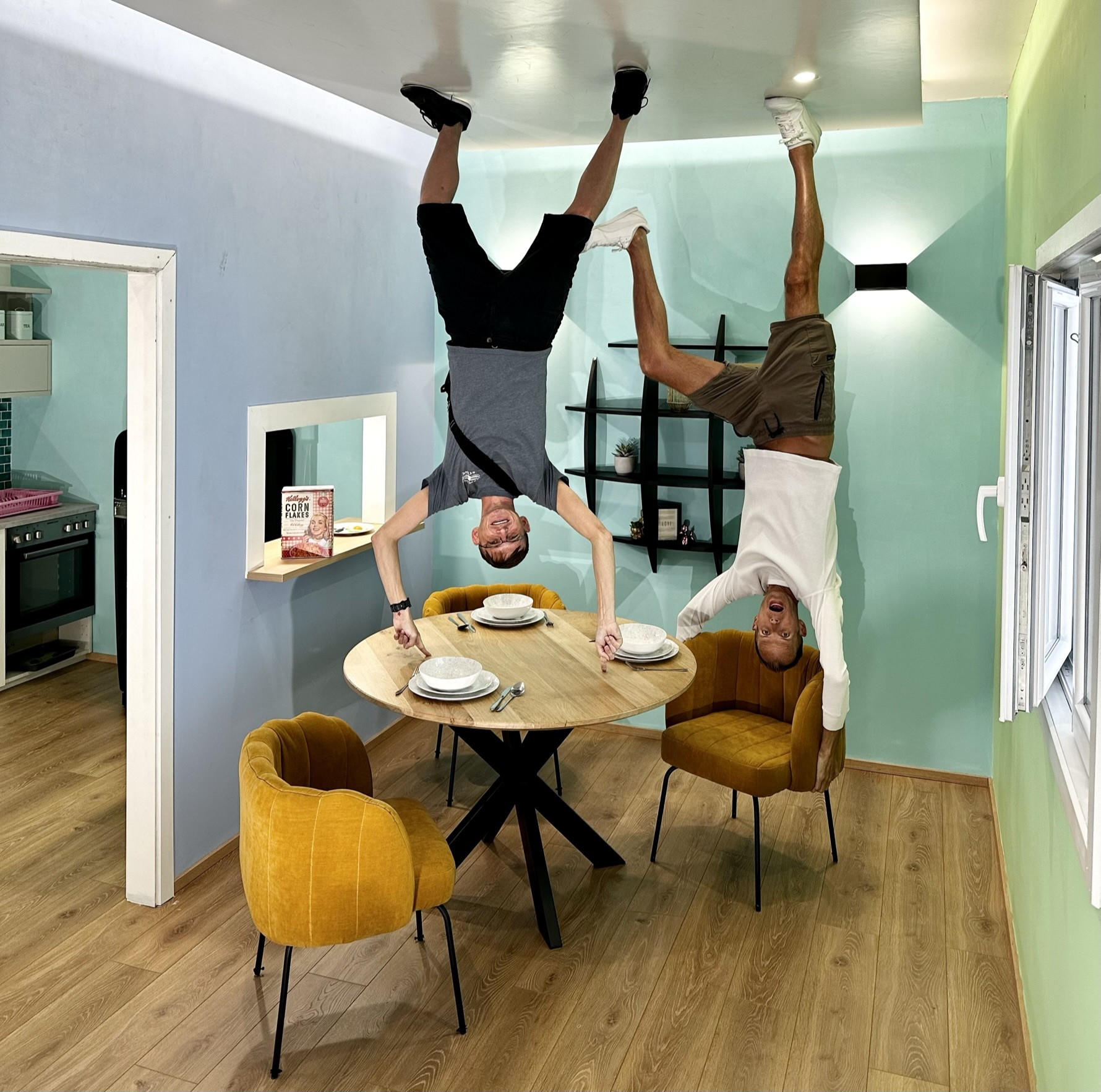
家具が天井に付いている部屋を建設することで、2人の男性が逆さまに見える。
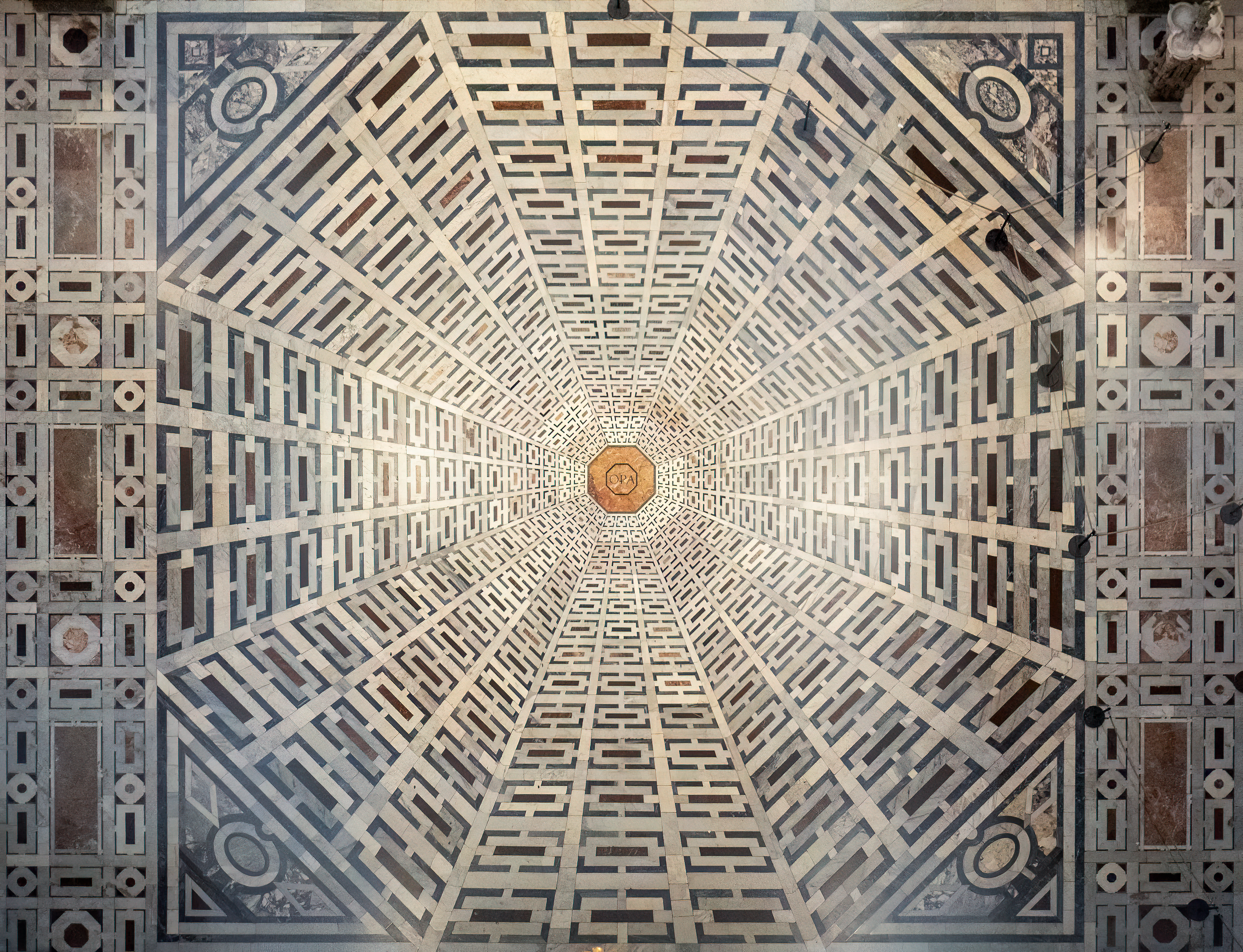
フィレンツェ大聖堂の床の錯視

## 関連文献
- Bach, Michael; Poloschek, C. M. (2006). “Optical Illusions”. Adv. Clin. Neurosci. Rehabil. 6 (2):  20–21.  オリジナルの2021-01-20時点におけるアーカイブ。 2017年12月29日閲覧。.
- Changizi, Mark A.; Hsieh, Andrew; Nijhawan, Romi; Kanai, Ryota; Shimojo, Shinsuke (2008). “Perceiving the Present and a Systematization of Illusions”. Cognitive Science 32 (3):  459–503. doi:10.1080/03640210802035191. PMID 21635343.
- Eagleman, D. M. (2001). “Visual Illusions and Neurobiology”. Nature Reviews Neuroscience 2 (12):  920–6. doi:10.1038/35104092. PMID 11733799.
- Gregory, Richard (1991). “Putting illusions in their place”. Perception 20 (1):  1–4. doi:10.1068/p200001. PMID 1945728.
- Gregory, Richard (1997). “Knowledge in perception and illusion”. Phil. Trans. R. Soc. Lond. B 352 (1358):  1121–1128. Bibcode: 1997RSPTB.352.1121G. doi:10.1098/rstb.1997.0095. PMC 1692018. PMID 9304679.
- Purves, D.; Lotto, R.B.; Nundy, S. (2002). “Why We See What We Do”. American Scientist 90 (3):  236–242. doi:10.1511/2002.9.784.
- Purves, D.; Williams, M. S.; Nundy, S.; Lotto, R. B. (2004). “Perceiving the intensity of light”. Psychological Review 111 (1):  142–158. doi:10.1037/0033-295x.111.1.142. PMID 14756591.
- Renier, L.; Laloyaux, C.; Collignon, O.; Tranduy, D.; Vanlierde, A.; Bruyer, R.; De Volder, A. G. (2005). “The Ponzo illusion using auditory substitution of vision in sighted and early blind subjects”. Perception 34 (7):  857–867. doi:10.1068/p5219. PMID 16124271.
- Renier, L.; Bruyer, R.; De Volder, A. G. (2006). “Vertical-horizontal illusion present for sighted but not early blind humans using auditory substitution of vision”. Perception & Psychophysics 68 (4):  535–542. doi:10.3758/bf03208756. PMID 16933419.
- Yang, Z.; Purves, D. (2003). “A statistical explanation of visual space”. Nature Neuroscience 6 (6):  632–640. doi:10.1038/nn1059. PMID 12754512.
- Dixon, E.; Shapiro, A.; Lu, Z. (2014). “Scale-Invariance in brightness illusions implicates object-level visual processing”. Scientific Reports 4:  3900. Bibcode: 2014NatSR...4E3900D. doi:10.1038/srep03900. PMC 3905277. PMID 24473496.